# Guffert
De Guffert is een 2195 meter hoge bergtop in de Brandenberger Alpen op de grens van het district Kufstein met die van het district Schwaz in de Oostenrijkse deelstaat Tirol. De berg ligt ten noorden van Steinberg am Rofan.
Dicht bij de Gufferthütte (de voormalige Ludwig-Aschenbrenner-Hütte) zijn in een rotswand boven een bron Etruskische inscripties gevonden, die rond 400 v.Chr. gedateerd zijn.
De Guffert is in een dag makkelijk te beklimmen, waarbij vanuit Steinberg in het dal tot aan de top ongeveer 1000 hoogtemeters moeten worden overbrugt. De beklimming van de top is steil en is op bepaalde plekken met stalen touwen beveiligd.
Vanaf de top heeft men een uitzicht over de Beierse Vooralpen, het Rofangebergte en de Karwendel en over grote delen van de rest van de Alpen.